# Јукстагломеруларне ћелије
Јукстагломеруларне ћелије (ЈГ ћелије, зрнасте ћелије, грануларне ћелије) су ћелије у бубрегу које синтетишу, чувају и луче ензим ренин. Оне су специјализоване ћелије глатких мишића углавном у зидовима аферентних артериола (а неке и у еферентним) које доводе крв до гломерула. У синтетизовању ренина, оне играју критичну улогу у систему ренин-ангиотензин, а тиме и у ауторегулацији бубрега.
Јукстагломеруларне ћелије излучују ренин као одговор на пад притиска који откривају протежни рецептори у васкуларним зидовима или када их стимулишу ћелије макуле дензе. Ћелије макуле дензе налазе се у дисталном завојитом тубулу и стимулишу јукстагломеруларне ћелије да ослобађају ренин када открију пад концентрације натријума у тубуларној течности. Јуктагломеруларне ћелије, екстрагломеруларне мезангијске ћелије и ћелије макуле дензе заједно чине јуктагломеруларни апарат.
У одговарајуће обојеним деловима ткива, јукстагломеруларне ћелије се разликују по својој гранулираној цитоплазми.
Јукстагломеруларна ћелија је ћелија која се налази у близини гломерула, па отуда и њихово име.
Слично срчаном ткиву, ћелије јукстагломерула садрже β1 адренергичке рецепторе. Када су стимулисани епинефрином или норепинефрином, ови рецептори индукују секрецију ренина. Ове ћелије такође директно реагују на смањење системског крвног притиска које се манифестује као нижи бубрежни перфузијски притисак.